# Ženskij volejbol'nyj klub CSKA
Lo Ženskij volejbol'nyj klub CSKA (in russo "женский волейбольный клуб ЦСКА"), noto soprattutto come CSKA Mosca, era una società pallavolistica femminile russa, con sede a Mosca. Il club faceva parte della polisportiva CSKA Mosca.

## Storia della società
Il CSKA Mosca viene fondato nel 1936 all'interno dell'allora Central′nyj Dom Krasnoj Armii (CDKA) e due anni più tardi si iscrive al campionato sovietico di pallavolo femminile raggiungendo il secondo posto, che tuttavia non ha seguito in quanto nel periodo successivo si limita a partecipare a tornei locali. Passeranno 19 anni prima che la squadra, con la denominazione CSK MO (Central'nyj Sportivnyj Klub Ministerstva Oborony), torni a disputare il massimo campionato dell'Unione Sovietica, che termina con un quinto posto finale.
Complici alcune interruzioni del campionato sovietico, la formazione moscovita (dal 1960 con l'acronimo CSKA) deve attendere ancora un decennio per festeggiare la vittoria del primo scudetto, che arriva al termine della stagione 1965 e a cui faranno seguito altri tre titoli consecutivi fino al 1969 (nel 1967 il torneo nazionale viene sostituito dalle Spartachiadi dei Popoli dell'URSS); nello stesso periodo, giungono anche i primi allori continentali, con la vittoria nella Coppa dei Campioni 1965-66 bissata nella stagione successiva e i due secondi posti consecutivi nel biennio successivo alle spalle della Dinamo Mosca, che a cavallo del decennio e nei primi anni '70 fa la voce grossa in campo nazionale ed europeo.
Nel 1972 il CSKA riesce comunque ad aggiudicarsi la Coppa dell'Unione Sovietica accedendo alla prima edizione della Coppa delle Coppe che conquista al termine delle finali di Lione; il titolo si ripete nell'edizione successiva, una stagione ricca di soddisfazioni per il CSKA che in patria riesce ad interrompere il dominio della Dinamo Mosca aggiudicandosi anche il campionato 1974.
Inizia quindi un periodo senza vittorie, dovuto principalmente all'ascesa dell'Uraločka, che si protrae per un decennio. La formazione moscovita rimane tuttavia fra le principali antagoniste della formazione di Sverdlovsk, raggiungendo in diverse occasioni i gradini più bassi del podio ed aprendo infine un nuovo ciclo di successi nel periodo dal 1984 al 1988, iniziato con la conquista della Coppa dell'Unione Sovietica 1984, proseguito con le vittorie del campionato 1984-85 e della coppa dei Campioni 1985-86 e conclusosi con il trionfo nell'edizione 1987-88 della Coppa delle Coppe, prima di una fase di anonimato che coincide con la dissoluzione dell'Unione Sovietica.
Nel neonato campionato russo, nei primi anni dominato ancora dall'Uraločka, il CSKA non ottiene alcun titolo ma nelle prime nove stagioni si classifica per quattro volte secondo ed altrettante terzo e ben figura in Coppa di Russia, dove raggiunge la finale per cinque edizioni consecutive fra il 1997 e il 2001 aggiudicandosi il torneo nel 1998 e nel 2001; nella stagione 1997-98 conquista inoltre la quarta Coppa delle Coppe.
Nel nuovo millennio, se da un lato le prestazioni nella coppa nazionale rimangono degne di nota, con la vittoria del terzo titolo nel 2005 ed altre due finali perse (nel 2003 e nel 2006, dall'altro si fanno via via più modeste in campionato, dove l'unico risultato di rilievo è la finale del campionato 2006-07 persa contro le rivali cittadine della rinata Dinamo Mosca, preceduta di pochi mesi dalla sconfitta nella finale di Top Teams Cup ad opera delle spagnole del CAV Murcia.
Dopo aver concluso l'annata 2007-08 con un anonimo nono posto al termine dei play-off, nell'agosto 2008 il presidente della società comunica la sospensione delle attività e lo scioglimento della squadra.

## Palmarès
- Campionato sovietico: 6

1965, 1966, 1968, 1969, 1974, 1984-85
- Coppa dell'Unione Sovietica: 2

1972, 1983-84
- Coppa di Russia: 3

1998, 2001, 2005
- Coppa dei Campioni: 3

1965-66, 1966-67, 1985-86
- Coppa delle Coppe: 4

1972-73, 1973-74, 1987-88, 1997-98